# Нудыш
Нудыш (Нудыша) — река в России, протекает в Куньинском районе Псковской области. Исток реки находится в Молодиловском лесу к востоку от деревни Жебоедово(Жабоедово). Далее река течёт на запад, но после деревни Задорожье поворачивает на север. Устье реки находится в 6,2 км по левому берегу реки Усвята. Длина реки составляет 31 км. Площадь водосборного бассейна — 156 км².
В 2,2 км от устья, по правому берегу реки впадает река Кошанка. У деревни Денисовка по левому берегу впадает река Чернявка.
На реке расположены деревни Боталовской волости: Никольское, Новотроицкое, Задорожье, Денисовка.
Высота устья — 99,7 м над уровнем моря.

## Данные водного реестра
По данным государственного водного реестра России относится к Балтийскому бассейновому округу, водохозяйственный участок реки — Ловать и Пола, речной подбассейн реки — Волхов. Относится к речному бассейну реки Нева (включая бассейны рек Онежского и Ладожского озера).
Код объекта в государственном водном реестре — 01040200312102000023254.